# A Escrita: Memória dos homens
A Escrita: Memória dos homens (no original, em francês:  L'écriture, mémoire des hommes) é uma monografia ilustrada sobre a história do alfabeto e da escrita. O livro é o 24º volume da coleção enciclopédica "Découvertes Gallimard", escrito pelo lingüista francês Georges Jean [en], e publicado na França pela editora parisiense Gallimard em 4 de dezembro de 1987. No Brasil, entrou em circulação em 2002 por intermédio da editora Objetiva, como parte de sua coleção "Descobertas". O livro é um dos cinco mais vendidos de "Découvertes".

## Sinopse
Com base em artefatos desenterrados e documentos históricos, Georges Jean ilustra a história da escrita de uma perspectiva arqueológica e com uma abordagem diacrônica. O autor optou por organizar A Escrita cronologicamente, estendendo-a desde o cuneiforme da Mesopotâmia em 3 200 a.C., passando pelo alfabeto fenício por volta de 1 000 a.C., até as técnicas tipográficas modernas, com descrições de como a escrita apareceu quase simultaneamente na antiga Mesopotâmia, no Egito e na China.
O autor se concentra na introdução das escritas do Oriente Próximo e do Ocidente, mas também cobre as características e diferenças de alguns sistemas de escrita do Extremo Oriente, por exemplo, chinês, indiano [en] e tibetano.
O livro detalha uma variedade de ferramentas e meios de escrita, como tabuletas de argila usadas pelos sumérios, cálamo e papiro dos antigos egípcios, furadores de escrita romanos, aparo e pergaminho desses monges irlandeses medievais, bem como pincel, caneta-tinteiro, pedra, papel, prensa móvel, etc.
A obra também trata de aspectos históricos externos ao sistema da escrita em si no mundo ocidental. No que diz respeito aos manuscritos, trata da importância dos monges, dos pergaminhos, das abadias e dos mosteiros. Fala o papel de calígrafos, iluminadores, miniaturistas e encadernadores na história do livro. E aponta a gradativa secularização da escrita.